# Абала
Абала́ (исп. Abalá) — посёлок в Мексике, штат Юкатан, входит в состав одноимённого муниципалитета и является его административным центром. Численность населения, по данным переписи 2010 года, составила 1890 человек.

## Общие сведения
Поселение было основано как асьенда в 1549 году Франсиско де Монтехо уль Мосо. Расположен в 37 км южнее столицы штата Мериды.
Название происходит от юкатекского слова Abalha, которое состоит из: Abal — слива и Ha — выжатая вода, соответственно название можно перевести как место получения сливового сока.